# Juína
Juína là một đô thị thuộc bang Mato Grosso, Brasil. Đô thị này có diện tích 26251,276 km², dân số năm 2007 là 38497 người, mật độ 1,47 người/km².